# Ruyschia tremadena
Ruyschia tremadena är en tvåhjärtbladig växtart som först beskrevs av Adolf Ernst, och fick sitt nu gällande namn av Cyrus Longworth Lundell. Ruyschia tremadena ingår i släktet Ruyschia och familjen Marcgraviaceae. Inga underarter finns listade i Catalogue of Life.